# Lambertuskerk (Vught)
De Protestantse kerk van Vught is de vroegere Sint-Lambertuskerk. Vooral de Vughtse Toren, die los van de kerk staat, is een markant monument in deze plaats.

## Geschiedenis

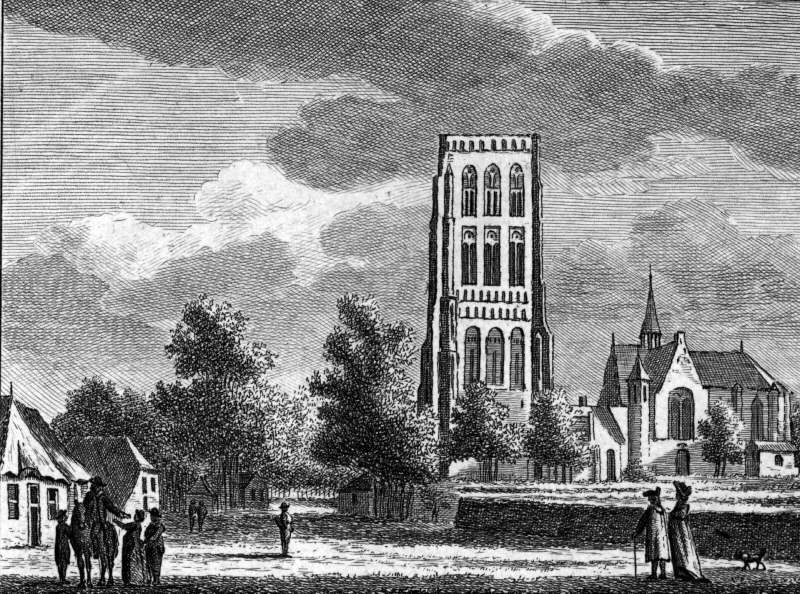
De Vughtse toren omstreeks 1790

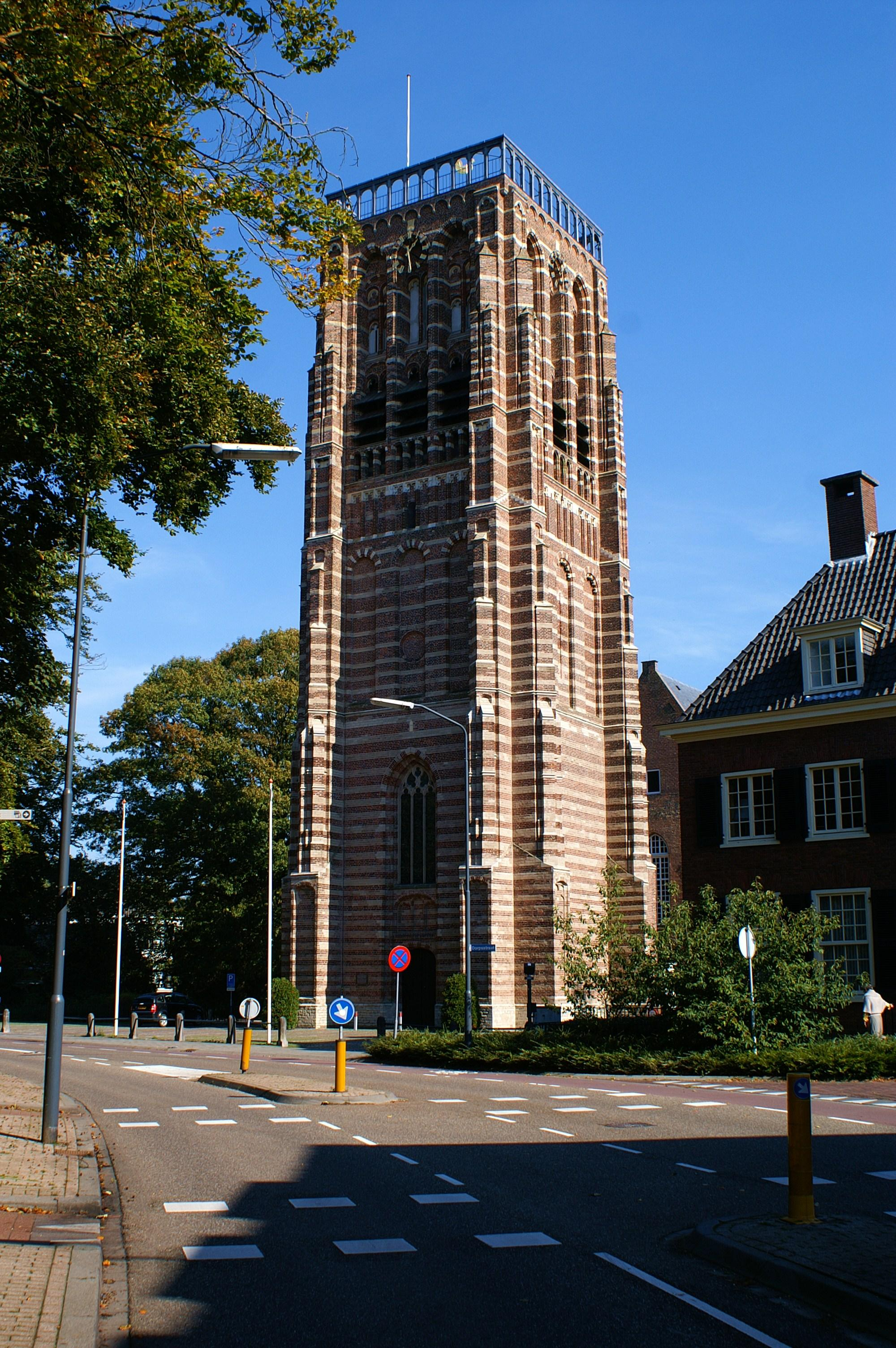
De Vughtse toren circa 2010

De Sint-Lambertusparochie is al oud en dateert mogelijk al van 700. Het oudste voorwerp dienaangaande is de afgesleten dorpel van een preromaans kerkje uit het einde van de 10e eeuw, dat bij opgravingen in 1957 aan het licht kwam. Ook resten van een romaanse kerk werden toen ontdekt. Dit was een drieschepige kerk met rechtgesloten koor en de beide zijbeuken afgesloten door nissen. De eerste schriftelijke vermelding omtrent een kerkgebouw stamt echter pas uit 1328. Het patronaatsrecht van de parochie was sinds de 13e eeuw in handen van de Duitse Orde. Deze heeft het romaanse kerkje laten vergroten en de triomfboog in de kerk met twee nissen ter weerszijden ervan is een overblijfsel uit deze tijd. Men heeft namelijk de rechte koormuur vervangen door een tufstenen halfronde afsluiting. Tussen 1400 en 1480 moet de kerk naar gotische trant zijn verbouwd. Hierbij werd het koor uitgebreid tot de huidige vorm en werd de romaanse kerk afgebroken, op de nissen na. De toren is pas in de 16e eeuw gebouwd.
In 1417 werd een kluis bij de kerk gebouwd.
Gedurende de 16e eeuw was er sprake van stormschade, maar ernstig was dit niet. In 1603 werd de kerk in brand geschoten door troepen van prins Maurits. Het schip stortte in en, hoewel de kerk tijdens het Twaalfjarig Bestand weer gedeeltelijk was hersteld, kreeg ze nimmer haar oude luister terug. Het nieuw gebouwde schip was lager dan het koor. Na de Val van 's-Hertogenbosch in 1629 werd het gebouw onttrokken aan de katholieke eredienst en kwam in handen van de hervormden. Op 4 november 1629 werd de eerste hervormde dienst gehouden. Met gastpredikant Johannes Spiljardus sr. begon een reeks predikanten die tot heden voortduurt. Voor Spiljardus was het niet zo gemakkelijk, want er bestond enig verzet. Daarom werd hij geconvoijeert met 30 ruijteren en 120 voetknechten. Doch heeft Spiljardus met een bijle de kercke moeten openen, aangezien men de kerk vergrendeld had. In 1633 werd dan de eerste vaste predikant, Jacobus Focanus, aangesteld. De kerk bleef ook ná de Franse tijd in handen van de hervormden. Immers, Vught had nóg een parochie, wat tamelijk uniek was. Het betrof de Sint-Petrusparochie, die een eigen kerk had. Toen de katholieken hun kerken weer terugkregen bleef de Sint-Lambertuskerk protestants en werd de Sint-Pieterskerk in 1825 katholiek. De hervormden, die eigenaar van de kerk waren, besloten in 1821 om het schip af te breken waardoor de toren, die eigendom van de (burgerlijke) gemeente was, los van de kerk kwam te staan. Dit was de aanleiding voor een ruzie tussen de kerkenraad en de gemeente, aangezien zich op het schip een torentje met een alarmklok bevond.

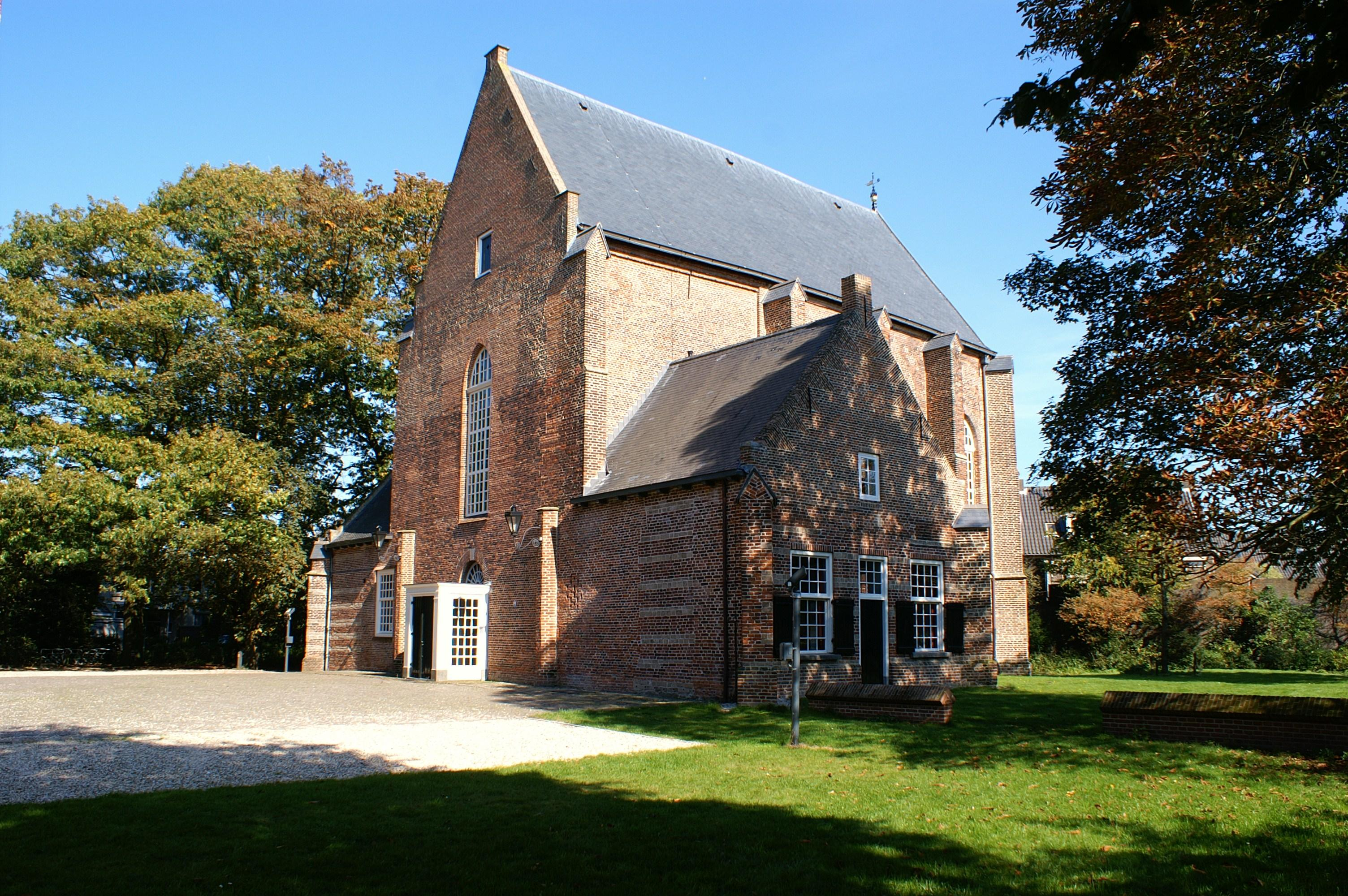
Huidige Lambertuskerk staat los van de toren

Nadien zijn er restauraties van kerk en toren geweest in 1933, 1957 en 2007-2008.

## Gebouw
Van de voormalige kruiskerk is het schip afgebroken en zijn de dwarsarmen verlaagd. Het huidige koor stamt uit ongeveer 1500. In de buitenmuur zijn een zevental reliëfs aangebracht in renaissance schelpnisjes, taferelen uit de passie voorstellend. Deze reliëfs zijn sterk verweerd.
In het interieur vindt men een preekstoel uit de 1e helft van de 17e eeuw, met een koperen lezenaar, en een rouwbord in Lodewijk XIV-stijl voor de in 1758 overleden mr. C.P. van Beresteyn. Het orgel stamt uit 1979 en werd gebouwd door orgelbouwers Pels & Van Leeuwen te 's-Hertogenbosch. Het heeft eerst in Koudekerke gestaan en is in 2008 in Vught geplaatst. Voorts zijn in de kerk een elftal grafzerken te vinden uit de 15e tot de 17e eeuw, waaronder enkele Commandeurs van de Duitse Orde en een krijgsman uit het leger van Frederik Hendrik.
De losstaande toren bestaat uit lagen baksteen afgewisseld met lagen tufsteen. Ze stamt uit 1560 en werd in 1822 hersteld.